# دودة المروحة الطاووسية
دودة المِروَحة الطاووسيّة (الاسم العلمي Sabella spallanzanii) هي نوع من ديدان كثيرات الأشعار تنتمي
إلى فصيلة ديدان مِنْفَضَةُ رِيش (Sabellidae)،
تعمل الخياشيم الأنيقة والريشية الشكل في هذه الدودة، كشبكةٍ تلتقط بواسطتها جُسيمات الطعام
من مياه البحر. ويختبئُ جسم الدودة الطري والمُتطاول في أنبوب واقٍ من الوحل والمواد المخاطية.
عندما تشعر الدودة بأي خطر، تسحبُ رأسها وخياشيمها بسرعةٍ إلى داخل الأنبوب.
يصل طولها إلى عشرين سنتمترًا، تضع كلُّ دودةٍ نِطاف السّائِل المنوي والبويضات
معًا في مياه البحر. وبعد الإخصاب، تنجرف اليرقات الناتجة مع التيار قبل
أن تستقر في قاع البحر.
وتتغذى دودة المروحة بالطعام المُرتَشَح من ماء البحر، وهو عبارة
عن دقائق عضوية، ونتنشر في المياه المعتدلة في المحيط الأطلسي.